# Fan

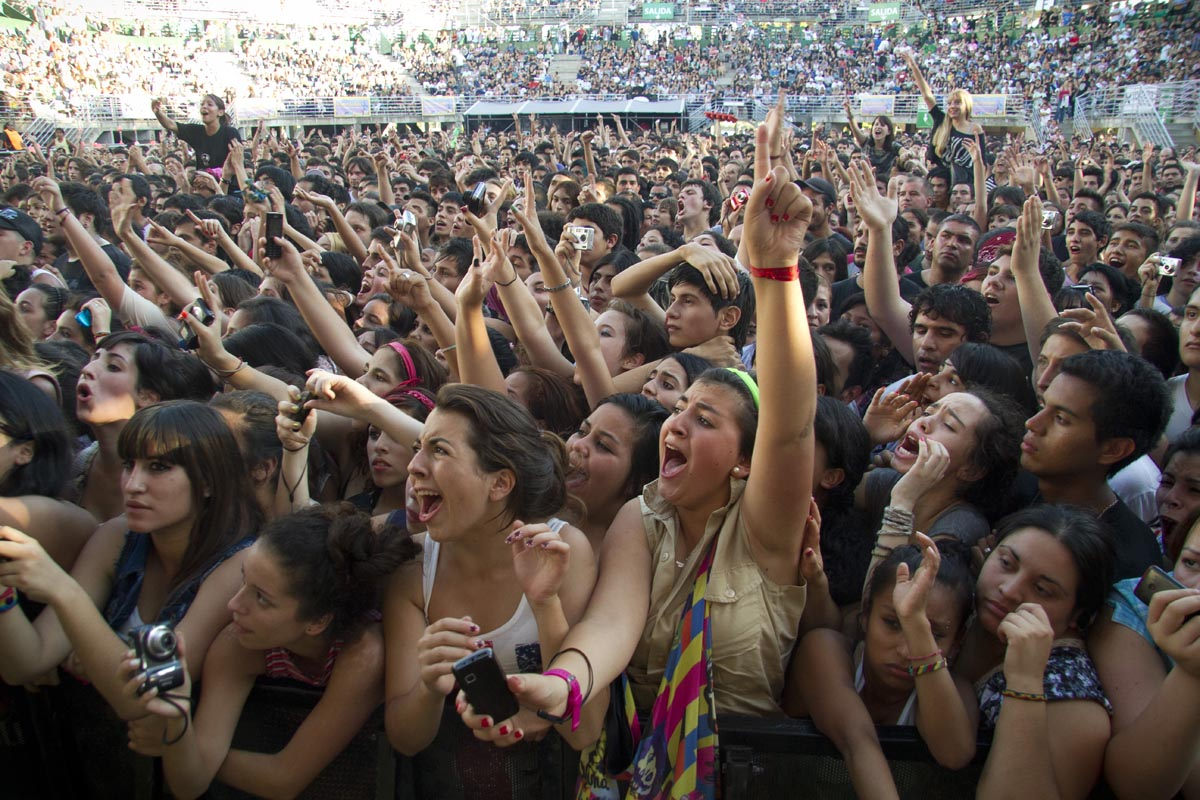
Fans tijdens een recital in Buenos Aires, Argentinië

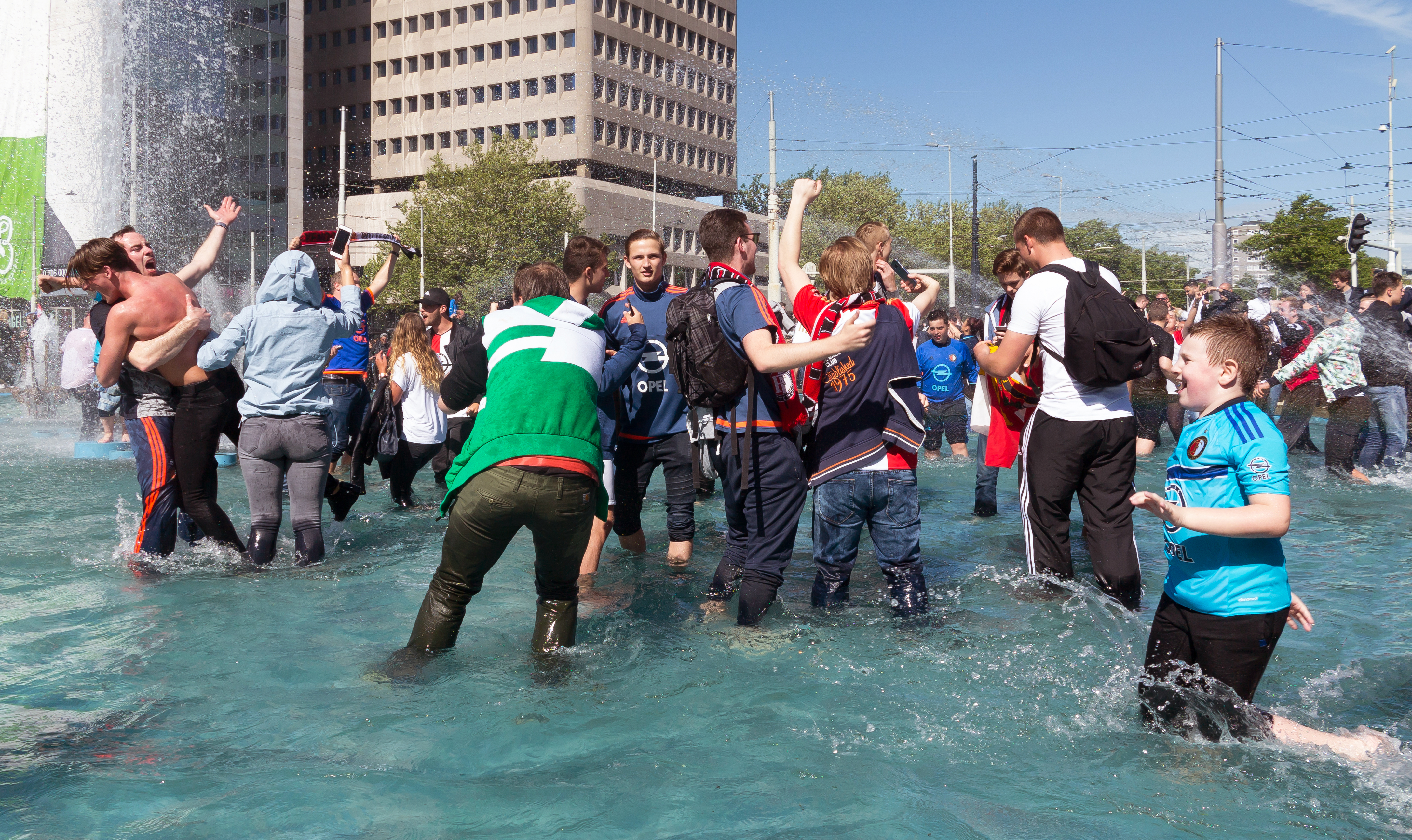
Fans die een kampioenschap vieren

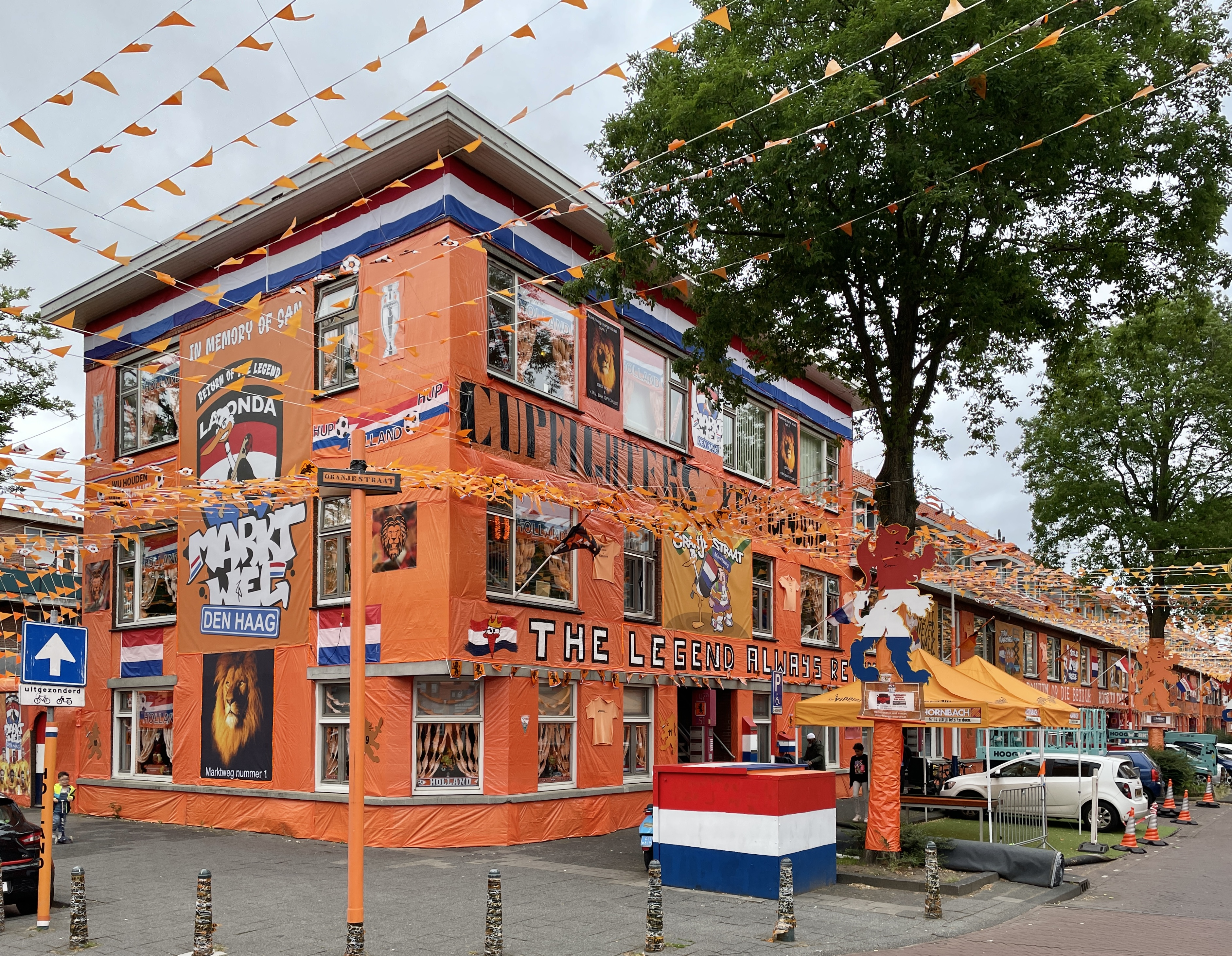
Supporters van het Nederlands Elftal op de Marktweg in Den Haag maken tijdens kampioenschappen hun hele straat oranje als blijk van hun steun

Een fan is een enthousiast bewonderaar of liefhebber van een publiek persoon, muziekgroep, schrijver, kunstenaar, sporter, televisieserie, film, etc. Het eerste bekende gebruik van dit van oorsprong Engelse woord, waarschijnlijk een afkorting van fanatic, was in 1682. Aan het eind van de negentiende eeuw werd het in Amerika gebruikt als een benaming voor een gedreven aanhanger van een honkbalteam. Hoewel tegenwoordig de term ‘fan’ in deze context nog wel in zwang is (bijvoorbeeld voetbalfan), wordt voor fanatieke sportliefhebbers vaker het synoniem supporter gebruikt. Supporter komt dan weer van het Engelse woord "to support", dus iemand die zijn club ‘steunt’.
‘Fan’ wordt vandaag de dag meer gebruikt bij de aanduiding van bewonderaars van mensen die een artistiek beroep uitoefenen, zoals muzikanten, schrijvers, striptekenaars, filmregisseurs, internetberoemdheden en acteurs. Soms organiseren fans zich in zogenaamde fanclubs, schrijven fanbrieven (of fanmail) aan hun idolen, in de hoop op positieve respons. Ze kunnen zich ook verenigen door fanzines te lezen of fansites op te richten (pagina's op het internet) over het idool. Een fan is vaak intensief met zijn idool bezig en steekt er doorgaans veel tijd, geld en moeite in.
Bij sommige fans slaat hun bewondering om in een obsessie, wat kan leiden tot een intense verzamelwoede of zelfs pogingen om via facelifts fysiek op hun idool te lijken. Deze ongezonde aanbidding kan soms omslaan in massahysterie, waarbij fans massaal aan het krijsen slaan wanneer ze hun idool in levenden lijve zien en zelfs flauwvallen. Wanneer het object van hun verering dan vroegtijdig sterft, zoals Rudolph Valentino of Kurt Cobain overkwam, kunnen sommige fans dit verlies emotioneel niet aan. Sommigen plegen zelfs zelfmoord. Bij dit soort ernstige psychologische gevallen blijken deze fanatieke aanhangers niet meer in staat fictie van realiteit te onderscheiden. Ze identificeren zich met een personage uit een boek, tv-serie of film of vergeten dat er een groot verschil bestaat tussen de acteur en de rol die hij speelt. Dit kan in sommige gevallen leiden tot crimineel gedrag, zoals stalking of zelfs moordaanslagen. Een bekend voorbeeld was Mark David Chapman wiens obsessie voor The Catcher in the Rye en John Lennon uiteindelijk in de moord op laatstgenoemde resulteerde. In 1987 werd het Britse dorpje Hungerford getroffen door een man die zo geobsedeerd was door Rambo dat hij het vuur opende op een groepje mensen en vele doden en gewonden maakte.